# Astragalus kaschkadarjensis
Astragalus kaschkadarjensis es una especie de planta del género Astragalus, de la familia de las leguminosas, orden Fabales.

## Distribución
Astragalus kaschkadarjensis se distribuye por Uzbekistán.

## Taxonomía
Fue descrita científicamente por Gontsch. Fue publicada en Bot. Mater. Gerb. Bot. Inst. Komarova Akad. Nauk S.S.S.R. 9: 130 (1946).